# Regionaal Landschap de Voorkempen

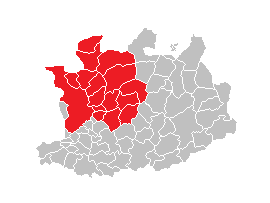
Het Regionaal Landschap De Voorkempen in de provincie Antwerpen

Regionaal Landschap de Voorkempen is een Regionaal Landschap in het noordwesten van de provincie Antwerpen, dat 16 gemeentes en 4 districten van de stad Antwerpen omvat.

## Doelstellingen, ontstaan, werkingsgebied en organisatie
De belangrijkste doelstellingen van dit Regionaal Landschap zijn de bevordering en promotie van:
- het streekeigen karakter;
- de natuurrecreatie;
- de natuureducatie;
- het recreatief medegebruik;
- het natuurbehoud;
- het beheer, herstel, aanleg en ontwikkeling van kleine landschapselementen (KLE's);

Regionaal Landschap de Voorkempen werd opgericht in 2008 en is een samenwerkingsverband tussen diverse belanghebbenden: de gemeentebesturen, het Antwerpse provinciebestuur, natuurverenigingen, landbouw en wildbeheerseenheden, toerisme en recreatie.
Het gebied strekt zich uit over 16 gemeenten en 4 districten van de stad Antwerpen:
- Berendrecht-Zandvliet-Lillo
- Brasschaat
- Brecht
- Deurne
- Ekeren
- Essen
- Hoogstraten
- Kalmthout
- Kapellen
- Malle
- Merksem
- Ranst
- Schilde
- Schoten
- Stabroek
- Wijnegem
- Wommelgem
- Wuustwezel
- Zandhoven
- Zoersel

Regionaal Landschap de Voorkempen is een vereniging onder de vorm van een vzw. De zetel is gevestigd in het Vrieselhof in Ranst (Oelegem).

## Erfgoed Voorkempen
Erfgoed Voorkempen is het erfgoedteam van het Regionaal Landschap de Voorkempen. Het erfgoedteam bestaat uit twee afdelingen. Een afdeling is de Erfgoedcel en het andere is een intergemeentelijke onroerenderfgoeddienst of IOED. Het erfgoedteam ondersteunt lokale besturen en particulieren bij hun erfgoedbeheer. Erfgoed Voorkempen is samenwerking tussen gemeenten Essen, Kalmthout, Kapellen, Ranst, Schilde, Wijnegem, Wommelgem, Wuustwezel, Zoersel, Brasschaat, Brecht, Malle en Zandhoven.
Door de combinatie van Erfgoedcel en IOED kan Erfgoed Voorkempen geïntegreerd werken met alle soorten erfgoed: bouwkundig erfgoed, landschappelijk erfgoed, archeologie, immaterieel erfgoed, fysieke collecties en digitale collecties. De inwoners uit de bovengenoemde gemeenten kunnen het erfgoed team raadplegen over vragen over erfgoed.Ter illustratie : het team geeft advies over bouwkundig en landschappelijk erfgoed, waarbij een grondeigenaar zijn land kan laten inspecteren voor restanten van erfgoed. Daarnaast organiseert het team projecten. Deze hebben een interactief karakter, waarbij de inwoners van de Voorkempen worden aangemoedigd om deel te nemen of deze bij te wonen.

## Streekbeschrijving
De Voorkempen is een streek met een hoge natuurlijke en cultuurhistorische waarde. Ondanks de nabijheid van de stad, wordt ze gekenmerkt door een hoge dichtheid aan waardevolle natuurgebieden en landschapselementen: heide, beekvalleien en kleinschalige landbouwgronden. De streek is bijzonder rijk aan bossen en parken.
De streek bezit heel wat cultuurhistorisch erfgoed, zoals kastelen en landhuizen en de forten van de Stelling van Antwerpen.
De lijst van beschermde landschappen, natuurgebieden en ankerplaatsen is lang; de volgende lijst is slechts een gedeeltelijke opsomming:

### Heide
- de Kalmthoutse Heide te Kalmthout, deel van een groot grensoverschrijdend heideterrein;
- Militair domein Klein Schietveld in Brasschaat, met gemengd bos, droge en natte heide en vennen;
- Militair domein Groot Schietveld in Brasschaat, Brecht en Wuustwezel, vergelijkbaar maar veel groter en minder betreden;

### Bossen en parken
- de Huzarenberg in Stabroek, een bos- en duingebied met interessante vogels, beheerd door Natuurpunt;
- het Elzenbos in Stabroek;
- het Mastenbos in Kapellen, een gemengd bos op zandgrond beheerd door het Agentschap voor Natuur en Bos;
- het Wolvenbos in Kapellen, een privé-bos;
- Het Rood in Kapellen, een bosgebied beheerd door Natuurpunt;
- Staatsdomein De Uitlegger op de grens tussen Kapellen en Brasschaat, een oud landgoed bezaaid met bunkers en waterpartijen, beheerd door het Agentschap voor Natuur en Bos;
- Staatsdomein De Inslag in Brasschaat, gemengd bos, grasland en heiderestanten, beheerd door het Agentschap voor Natuur en Bos en Natuurpunt;
- het Peerdsbos in Brasschaat, een geliefkoosd wandelbos aan de rand van de stad;
- Domein La Garenne in Schoten, een uitgebreid privé-domein van 450 ha met bos, weiland en akkers;
- de Halse Bossen te Zoersel;
- het Zoerselbos, een 400 ha groot bos- en natuurreservaat te Zoersel;
- het Binnenbos te Zandhoven;

### Kastelen en kasteelparken
- het Ravenhof in Putte (Stabroek);
- het gemeentelijk park met kasteel De Mik in Brasschaat, het decor voor een van de grootste amfibieënoverzetacties in Vlaanderen;
- Vordenstein in Schoten, een kasteelpark met zeldzame bomen en een prachtige oranjerie;
- het Rivierenhof, kasteelpark in Deurne;
- Domein ‘t Groot Kasteel te ’s-Gravenwezel (Schilde), een oud kasteeldomein met heiderestanten;
- Provinciaal Domein Vrieselhof in Oelegem, kasteeldomein met bossen en graslanden;
- het kasteeldomein Krabbelshof te Zandhoven;

### Forten
- de Schans van Smoutakker in Stabroek, een opgeblazen fortje met zeldzame schubvarens en mossen, natuurreservaat beheerd door Natuurpunt;
- het Fort van Ertbrand in Kapellen, in militaire eigendom en volledig afgesloten;
- het Fort van Brasschaat, een reservaat voor vleermuizen beheerd door Natuurpunt;
- het Fort van Schoten in Schoten;
- het Fort van Wommelgem in Wommelgem;
- het Fort van Schilde in Schilde;
- het Fort van Oelegem in Oelegem, naast dat van Brasschaat een tweede belangrijke vleermuizenreservaat beheerd door Natuur 2000;

### Andere
- de Brechtse Heide, een zeer gevarieerd en natuurrijk landschap op de grens van Brecht, Schilde, Malle en Zoersel;
- de Antwerpse Antitankgracht, een voormalig verdedigingswerk, nu een prachtig natuurverbindingsgebied;
- de Abdij van Westmalle in Westmalle (Malle);

## Projecten
Het Regionaal Landschap werkt momenteel aan verschillende projecten rond:
- de Antwerpse Antitankgracht, die 7 van de 15 deelnemende gemeenten bestrijkt, en waarvoor reeds een landschapsbeheersplan werd opgesteld (2008);
- de Brechtse Heide, met onder andere de opmaak van een landschapsbeheersplan;
- Trage wegen, met onder andere het ontwikkelen van veilige wandel- en fietsverbindingen;
- Groene haltes, wandelroutes bereikbaar via het openbaar vervoer;
- Countdown 2010, met onder andere een fotowedstrijd en cursussen voor natuurgidsen in de Voorkempen;
- Ecoduct De Munt in Loenhout;
- Fauna-akkers, akkertjes die ingezaaid worden met een mengsel van akkerkruiden, grassen of oude landbouwgewassen met de bedoeling voedsel- en schuilmogelijkheden te creëren voor bepaalde diergroepen;
- Landschapszorg, het beheer, behoud en herstel van het landschap in de Voorkempen;
- Solitaire bijen;
- Boeren- en huiszwaluwen;
- Waterconservering, het ophouden van water in land- en tuinbouwgebied door middel van stuwtjes;
- Poelen, het aanleggen van nieuwe en herstellen van verlandde poelen.